# Illingen (Württ)
Illingen (Württ) (niem: Bahnhof Illingen (Württ)) – przystanek kolejowy w Illingen, w kraju związkowym Badenia-Wirtembergia, w Niemczech. Według DB Station&Service ma kategorię 5. Znajduje się na linii Bietigheim-Bissingen – Bruchsal. 

## Linie kolejowe
- Linia Bietigheim-Bissingen – Bruchsal

## Połączenia

### Regionalne
| Trasa | Trasa | Takt                                            |
| ----- | --- | ----------------------------------------------- |
| RE    | Stuttgart – Ludwigsburg – Bietigheim-Bissingen – Vaihingen (Enz) – Illingen (Württ) – Mühlacker – Pforzheim – Karlsruhe-Durlach – Karlsruhe Hbf | 120 min (na przemian z RE Stuttgart-Heidelberg) |
| RE    | Stuttgart – Ludwigsburg – Bietigheim-Bissingen – Vaihingen (Enz) – Illingen (Württ) – Mühlacker – Bretten – Bruchsal – Heidelberg               | 120 min (na przemian z RE Stuttgart–Karlsruhe)  |

### Stadtbahn
| Linia | Trasa | |
| ----- | --- | --- |
| S5    | Wörth Dorschberg – Wörth (Rhein) – Karlsruhe-Knielingen – Karlsruhe Entenfang – Karlsruhe-Durlach – Söllingen – Pforzheim – Mühlacker – Illingen (Württ) – Vaihingen (Enz) – Bietigheim-Bissingen | 20 min między Wörth i Knielingen, 10 min między Knielingen i Pfinztal, 30 min między Pfinztal i Pforzheim, 60 min na wschód od Mühlacker |